# Sören Claeson
Sören Claeson est un lutteur suédois spécialiste de la lutte gréco-romaine né le 9 février 1959 à Lidköping.

## Biographie
Sören Claeson participe aux Jeux olympiques d'été de 1984 à Los Angeles dans la catégorie des poids moyens et remporte la médaille de bronze.